# Mathieu Giroux
Mathieu Giroux (ur. 3 lutego 1986 w Montrealu) – kanadyjski łyżwiarz szybki, złoty medalista olimpijski i srebrny medalista mistrzostw świata.

## Kariera
Największy sukces w karierze Mathieu Giroux osiągnął w 2010 roku, kiedy wspólnie z Lucasem Makowskym i Dennym Morrisonem zdobył złoty medal w biegu drużynowym podczas igrzysk olimpijskich w Vancouver. Na tych samych igrzyskach był też czternasty w biegu na 1500 m. Na rozgrywanych rok później mistrzostwach świata na dystansach w Inzell razem z Makowskym i Morrisonem był drugi w biegu drużynowym oraz ósmy na dystansie 1500 m. W tym samych konkurencjach zajął odpowiednio czwarte i trzynaste miejsce na mistrzostwach świata na dystansach w Heerenveen w 2012 roku. W 2014 roku brał udział w igrzyskach w Soczi, zajmując czwarte miejsce w drużynie, 19. miejsce w biegu na 1500 m i 22. miejsce na dystansie 5000 m. Nigdy nie stał na podium indywidualnych zawodów Pucharu Świata. Trzykrotnie plasował się na podium w biegach drużynowych, jednak nigdy nie zwyciężył. Najlepsze wyniki osiągnął w sezonie 2009/2010 był osiemnasty w klasyfikacji końcowej 1500 m.